# Marta Drpa
Marta Drpa (ur. 20 kwietnia 1989 roku) – serbska siatkarka, reprezentantka kraju, grająca na pozycji atakującej. 

## Sukcesy klubowe
Liga serbska:
- 2008, 2009, 2015
- 2007

Puchar Szwajcarii:
- 2010

Liga szwajcarska:
- 2010

Puchar Rumunii:
- 2016

Liga węgierska:
- 2021, 2022[1]

MEVZA - Liga Środkowoeuropejska:
- 2023[2]

Puchar Ukrainy:
- 2024[3]

Liga ukraińska:
- 2024[4]

Liga grecka:
- 2025[5]

## Sukcesy reprezentacyjne
Igrzyska Europejskie:
- 2015

## Nagrody indywidualne
- 2015: MVP ligi serbskiej w sezonie 2014/2015